# Rossella nuda
Rossella nuda är en svampdjursart som beskrevs av Topsent 1901. Rossella nuda ingår i släktet Rossella och familjen Rossellidae. Inga underarter finns listade i Catalogue of Life.